# 178 (szám)
A 178 (százhetvennyolc) a 177 és 179 között található természetes szám.
A 178 félprím, mert két prímszám szorzata.
178 egy 31-szögszám.